# 費用曲線
費用曲線（ひようきょくせん、英: Cost curve）とは、ミクロ経済学で企業行動を分析するために、横軸に企業の生産量、縦軸に生産費用の大きさを取って、両者の関係を描いたものとして示される。この関係のことを費用関数ともいう。費用曲線は、生産関数として表現されている投入産出関係の技術的関係から直接導かれるものではなく、所与の生産量に対して生産要素の最も効率的な組み合わせを達成する企業の費用最小化行動を織り込んだものであることに注意すべきである。

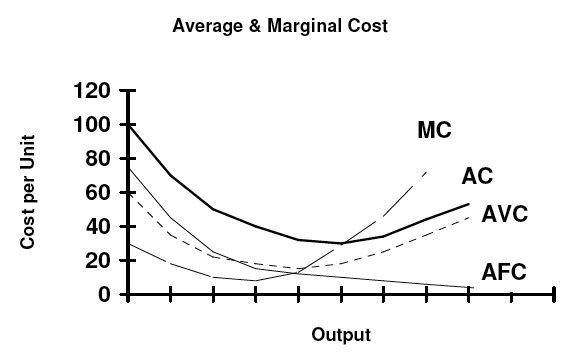
U字型の短期費用曲線の各種。ACは平均費用曲線。AVCは平均可変費用曲線、AFCは平均固定費用(Average Fixed Cost)曲線、MCは限界費用曲線

平均費用、平均可変費用、限界費用など分析に用いられる費用概念の種類に応じて費用曲線にも総費用曲線（TC）、平均費用曲線（AC）、平均可変費用曲線（AVC）、限界費用曲線（MC）などいくつかの種類がある。また、生産要素の固定性に応じて、長期費用曲線と短期費用曲線の区別がなされることもある。

## 総費用曲線（TC）
総費用曲線（TC）は、収穫（限界生産力）が初期に逓増し（＝コストが逓減する）、ある地点からは逓減する（＝コストが逓増する）（収穫逓減の法則）ことに対応し、上に凸、下に凸という右上がりの曲線で、逆S字の形で示される。

## 平均費用曲線（AC）
平均費用曲線（Average cost curve、AC）は、原点と総費用曲線上の各点を結んだ直線の傾きで導出されるもので、U字型の曲線で示され、原点を通る直線と費用曲線の接点において平均費用は最少化する。

## 平均可変費用曲線（AVC）
平均可変費用曲線（Average variable cost curve、AVC）は、切片と総費用曲線上の各点を結んだ直線の傾きから導出されるもので、U字型の曲線で示され、切片を通る直線と費用曲線の接点において平均可変費用は最少化する。

## 限界費用曲線（MC）・限界収入線（MR）

典型的な限界費用曲線(MC)に限界収益曲線(MR)を重ねたグラフ

限界費用曲線（Marginal Cost Curve、MC）は、費用曲線への接線の傾きから導出されるもので、U字型の曲線で示され、これと平均費用曲線の交点が損益分岐点、これと平均可変費用曲線の交点が操業停止点である。
限界収入線（MR）＝限界費用曲線のとき（すなわち限界利潤がゼロのときに）、利潤が最大になり、費用曲線と収入線は接する。企業はこの接点（最適点）を求めて行動する。